# 木星大氣層

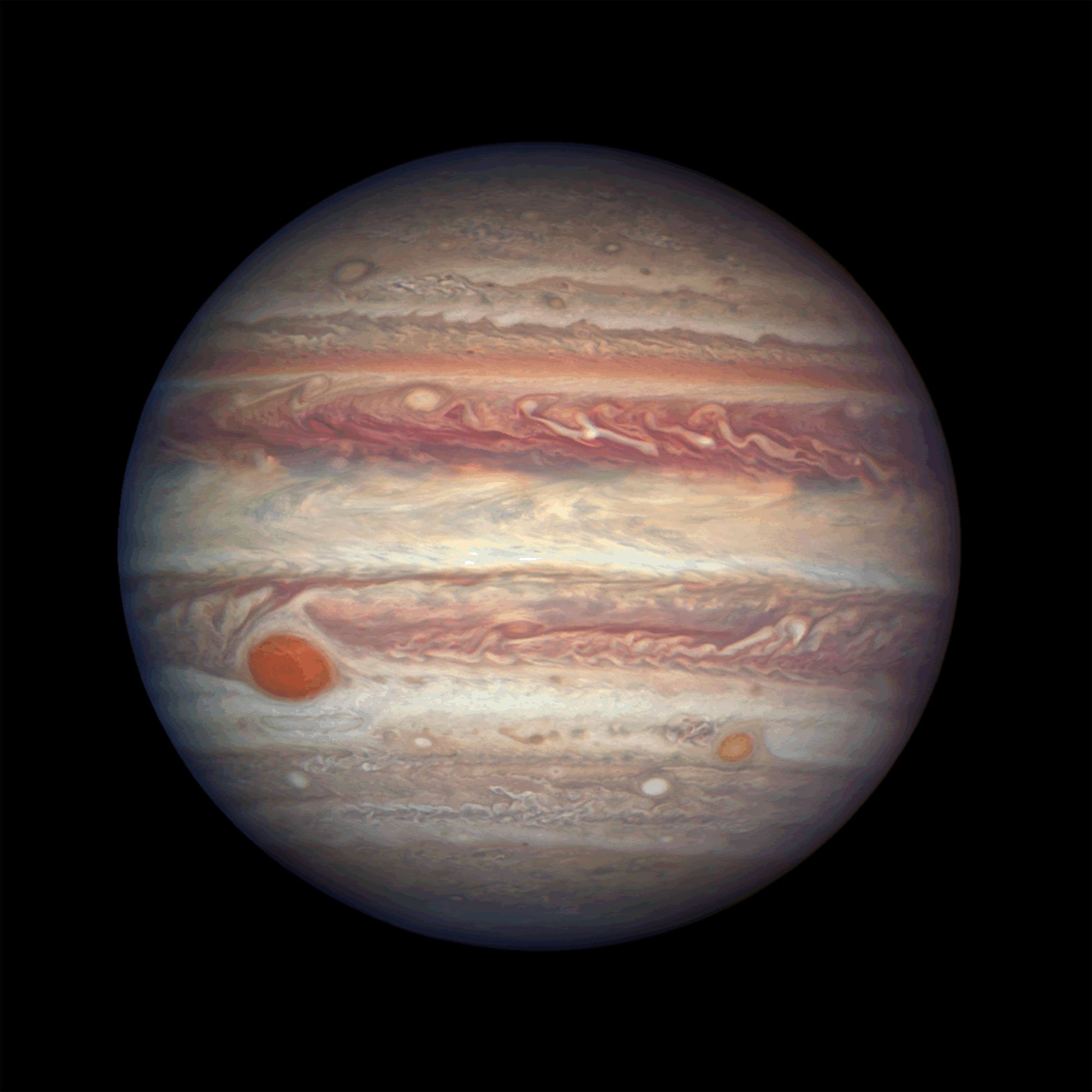
木星旋转中的云层, 由哈勃空间望远镜在2017年4月拍摄的真彩色照片

木星的大氣層是太陽系內最大的行星大氣層，主要由和太陽的比例大致相当的氢气和氦气構成，其他包括甲烷、氨、硫化氫和水等化学成分丰度极低。由于水被观测到的含量较少，因此通常被认为只存在于大气层深处。氧、氮、硫和惰性氣體的豐度约为太陽的三倍。
木星的大气层缺乏明确的下边界，它的下层逐渐变化为行星内部的液体。大气层由低到高依次分为為對流層、平流層、增溫層和散逸層，各層都有不同的溫度梯度特征。位于最底部的對流層是一个由氨、硫氢化铵和水组成的複雜的雲雾系統。位于可見的木星表面的高层氨云形成12个平行於赤道的纬向区域，並且被稱為噴流的强纬向氣流（風）所分隔，表现出大气层超旋转现象。這些纬向区域的颜色各不相同，较暗的区域稱為帶（belt），而较亮的区域稱為區（zone）。區的溫度比带低，其中多为上升气流，而帶则以下降气流为主。通常认为區中较浅的颜色是由氨冰形成的，但还没有明确了解形成顏色較深的帶的物质。这些带状结构和喷流的形成机理尚未被完全解释，不过目前存在几类模型，如淺水模型（shallow model）和深層模型（deep model）。
木星的大氣層表现为大量且广泛的大气活動，包括波段不稳定、涡旋（氣旋和反氣旋）、風暴和閃電。涡旋通常呈现为巨大的紅色、白色或棕色的圆形或椭圆形斑點，最大的兩個斑点是大红斑（GRS）和也呈紅色的椭圆形BA。這兩個和許多其他的大斑點都是反氣旋。較小的反氣旋往往表现为白色。涡旋是较为浅层的结构，深度不會超過數百公里。位於南半球的大紅斑，是太陽系中已知最大的涡旋，它足以容纳两到三个地球，並且已經存在了至少300年。椭圆形BA在大紅斑的南邊，大小是大紅斑的三分之一，是在2000年由3個白色的橢圓合併形成的。
木星上有威力強大、經常伴著閃電的风暴，是由大气中的潮湿对流以及水的蒸发与凝结带来的。在风暴中大气呈现剧烈的上升气流，从而形成明亮而稠密的云层。木星上的雷击强度是地球上的数百倍，而这一切可能与以水为主要成分的云有关。朱诺号最近的观测表明，木星的雷击发生在水云的高度（3-7巴）以上，其中，下落的液态氨水滴与冰粒之间的摩擦形成的电离可能会产生高空闪电。 之前在1巴以上260公里处的高度也观测到过中高层大气放电。

## 垂直構造

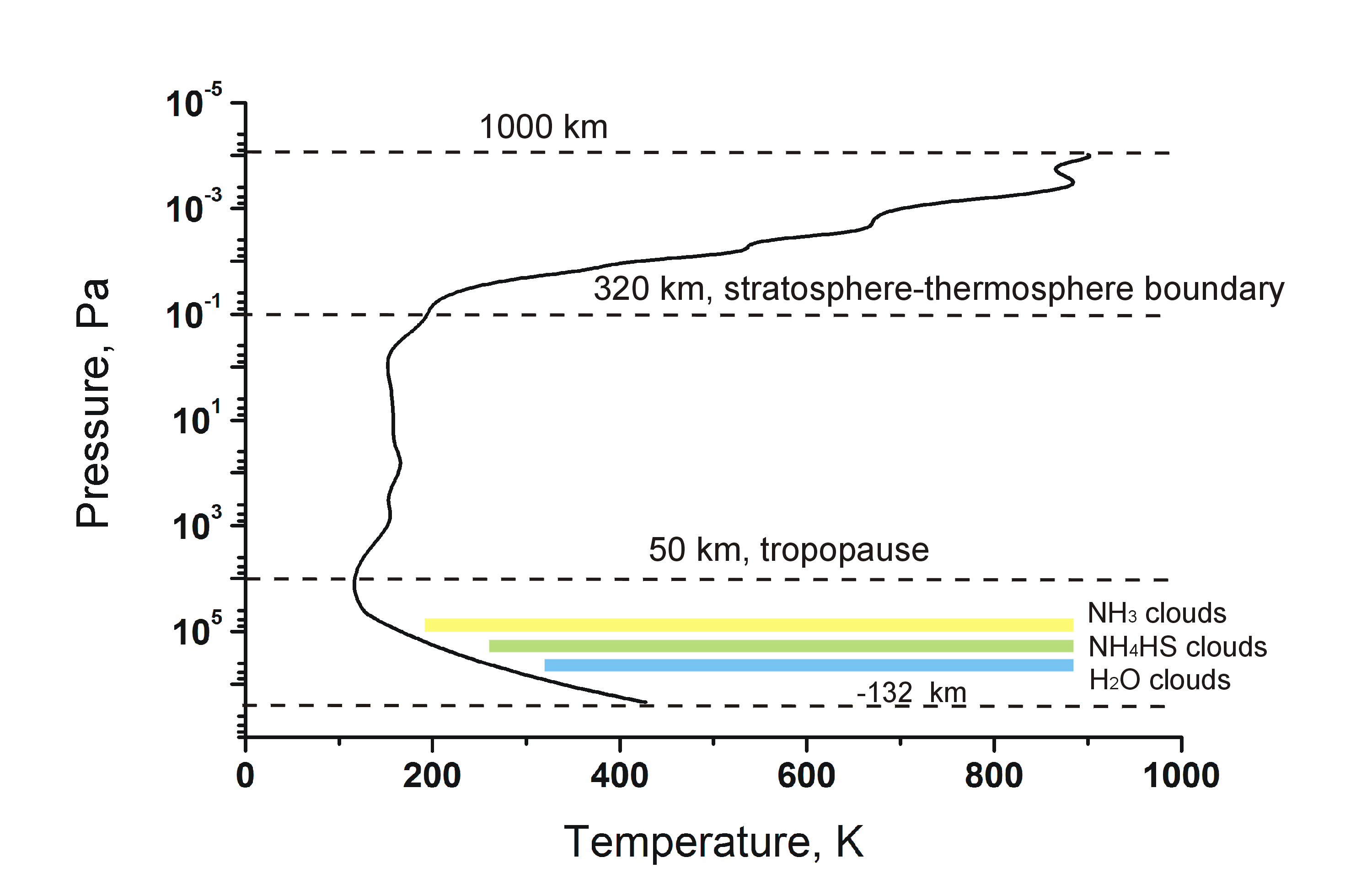
木星大氣層的垂直構造。注意壓力隨高度下降而增加。−132公里是伽利略的大氣探測器最深入木星大氣層內的深度。

參考了地球大氣層的結構，隨著高度的增加，木星的大氣層被分為四個層次：對流層、平流層、增溫層和散逸層。不同於地球的大氣層，木星欠缺中氣層。木星沒有固體的表面，大氣最底層的對流層，平穩的轉換進入行星的流體內部。這是溫度和壓力在氫和氦的臨界點之上造成的結果，意味著氣體和液體的相位之間沒有明確的界限存在。
由於大氣層的底層界限無法確定，一般將壓力為10巴之處，視為對流層的最低處，約位於壓力為1巴之下約90公里處，溫度大約是340K。在科學文獻中，將大氣壓力為1巴之處做為高度為0的木星"表面" 。如同地球一樣，大氣層的最高處，外逸層的頂端，也沒有明確的界限。密度梯度逐漸降低，直到平穩的轉入星際物質之中，這大約是在“表面”上5000公里的高度。
木星大氣層的垂直溫度變化與地球大氣層相似，對流層的溫度隨著高度降低，直到抵達對流層頂溫度也到達最低值，對流層頂是對流層和平流層的交界處。在木星，對流層頂大約在可見的雲層（或1大氣壓之處）之上50公里，該處的氣壓是0.1巴，溫度110K。在平流層，當轉折至增溫層時溫度已上升至約200K，高度大約是320公里，壓力為1微巴。在增溫層，溫度繼續上升，大約在1,000公里高處溫度高達1000K，該處的壓力大約為1纳巴。
木星的對流層有一個複雜的雲系結構。可見的雲層，位於氣壓在0.7–1.0巴，是氨冰構成的，在氨冰雲之下，是硫化氫氨或硫化氨構成的雲（壓力介於1.5–3巴），還有水（3–7巴）也可能存在。因為溫度太高，該處沒有甲烷構成的雲，水氣構成的雲是最密集的，並且對大氣動力學有最強的影響。這是水相對於氨和氫化硫，比較之下有較高的凝結熱和水的高豐度結果（氧氣是比氮和硫更為豐富的化學元素）。雾层主要位于对流层（0.2巴）和平流层（10毫巴）之间的主云层之上，後者被認為是由濃縮的重多環芳香烴或聯氨組成的，並是甲烷受到太陽紫外線輻射（UV）影響出現在同溫層的上層。甲烷的豐度相對於氫分子大約是10−4，同時其它的碳氫化合物的豐度，像乙烷和以炔，相對於氫分子大約是10−6.。
木星的熱成層位於壓力低於1微巴之處，能展現氣輝現象、極區的極光和X射線的輻射。在它的內部還有數層電子和離子數量增高的電離層。熱成層內盛行的高溫（800–1000K）迄今還未能完全解釋；而現有模型預測的溫度不會超過400K。它們也許是吸收了高能的太陽輻射（UV或X射線）造成的，通過陷入木星磁層的帶電粒子加熱，或是消耗引力波孳生的散逸。愛因斯坦衛星在1983年觀測到熱成層和外逸層在極區和低緯度輻射出X射線。來自磁層的高能粒子創造出環繞著極軸的明亮橢圓形極光。不同於地球的極光只出現在發生磁暴的時期，木星大氣層中的極光是永久的點。熱成層是在地球之外最早被發現有三氫正離子（H3+）的地方。這種離子在強烈的中紅外線（波長在3和5μm之間）輻射下生成，並且是熱成層致冷的主要機制。

## 化學成份
| 相對於氫的元素豐度 在木星和太陽 | 相對於氫的元素豐度 在木星和太陽 | 相對於氫的元素豐度 在木星和太陽            | 相對於氫的元素豐度 在木星和太陽 |
| ------------------------------- | ------------------------------- | ------------------------------------------ | ------------------------------- |
| 元素                            | 太陽                            | 木星/太陽                                  |                                 |
| He/H                            | 0.0975                          | 0.807 ± 0.02                               |                                 |
| Ne/H                            | 1.23 × 10−4                     | 0.10 ± 0.01                                |                                 |
| Ar/H                            | 3.62 × 10−6                     | 2.5 ± 0.5                                  |                                 |
| Kr/H                            | 1.61 × 10−9                     | 2.7 ± 0.5                                  |                                 |
| Xe/H                            | 1.68 × 10−10                    | 2.6 ± 0.5                                  |                                 |
| C/H                             | 3.62 × 10−4                     | 2.9 ± 0.5                                  |                                 |
| 氮/H                            | 1.12 × 10−4                     | 3.6 ± 0.5 (8 bar) 3.2 ± 1.4（9–12 bar）    |                                 |
| 氧/H                            | 8.51 × 10−4                     | 0.033 ± 0.015 (12 bar) 0.19–0.58（19 bar） |                                 |
| 磷/H                            | 3.73 × 10−7                     | 0.82                                       |                                 |
| 硫/H                            | 1.62 × 10−45                    | 2.5 ± 0.15                                 |                                 |

| 在木星和太陽的同位素比率 | 在木星和太陽的同位素比率 | 在木星和太陽的同位素比率          | 在木星和太陽的同位素比率 |
| ------------------------ | ------------------------ | --------------------------------- | ------------------------ |
| 比率                     | 太陽                     | 木星                              |                          |
| 13C/12C                  | 0.11                     | 0.0108 ± 0.0005                   |                          |
| 15N/14N                  | <2.8 × 10−3              | 2.3 ± 0.3 × 10−3 （0.08–2.8 bar） |                          |
| 36Ar/38Ar                | 5.77 ± 0.08              | 5.6 ± 0.25                        |                          |
| 20Ne/22Ne                | 13.81 ± 0.08             | 13 ± 2                            |                          |
| 3He/4He                  | 1.5 ± 0.3 × 10−4         | 1.66 ± 0.05 × 10−4                |                          |
| D/H                      | 3.0 ± 0.17 × 10−5        | 2.25 ± 0.35 × 10−5                |                          |

木星大氣層的成分整體上與行星相似，因為伽利略號的大氣探測器在1995年12月7日曾深入木星的大氣層內，因此是氣體巨星中被了解得最多的。其他關於木星大氣成份的資料來源還有紅外線太空天文台（ISO）、伽利略和卡西尼軌道船，以及地基的天文台。
木星的大氣中最主要的兩種成分是氫分子（H
2）和氦。氦氣的豐度相對於氫分子的摩爾數是0.157 ± 0.0036，而在質量上的分率是0.234 ± 0.005，略低於太陽系原始的比值。豐度較低的原因還沒有完全的了解，但氫的比率稍高，可能是有些氦凝聚進入了木星的核心。大氣層中也包含了幾種簡單的化合物，像是水、甲烷（CH4）、硫化氫（H2S）、氨（NH3）和磷化氫（PH3），它們在對流層深處（低於10巴）的豐度暗示在木星的大氣有豐富的碳、氮、硫還可能有氧。與太陽的數值相比，比率為2–4倍[b]；惰性氣體氬、氪和氙的豐度看上去比太陽豐富（參見表），氖是缺乏的，其它的化合物，像是砷（AsH3）和甲鍺烷（GeH4）的量僅是可以被檢測出來。木星大氣層的上部包含少量簡單的碳氫化合物，例如乙烷、乙炔和聯乙炔（丁二炔），這些都是甲烷受到來自太陽的紫外線照射和木星磁層的帶電粒子影響產生的。當前存在於大氣層上部的二氧化碳、一氧化碳和水則被認為是彗星撞擊所帶來的，像是SL-9。水不可能來自對流層，因為對流層頂的寒冷像一個冷凝管，有效的防止了水從對流層上升至平流層（參考上段的垂直構造）。
以地球和太空船探測為基礎的測量導出了木星大氣層內的同位素比率Isotope geochemistry。在2003年7月，被接受的同位素氘的量是2.25 ± 0.35 × 10−5，這大約就代表了太陽系誕生時的原恆星雲中原始的數值。在木星大氣層的氮同位素15N對14N的比率是2.3 × 10−3，在地球大氣層是3.5 × 10−3。

## 區、帶和噴流

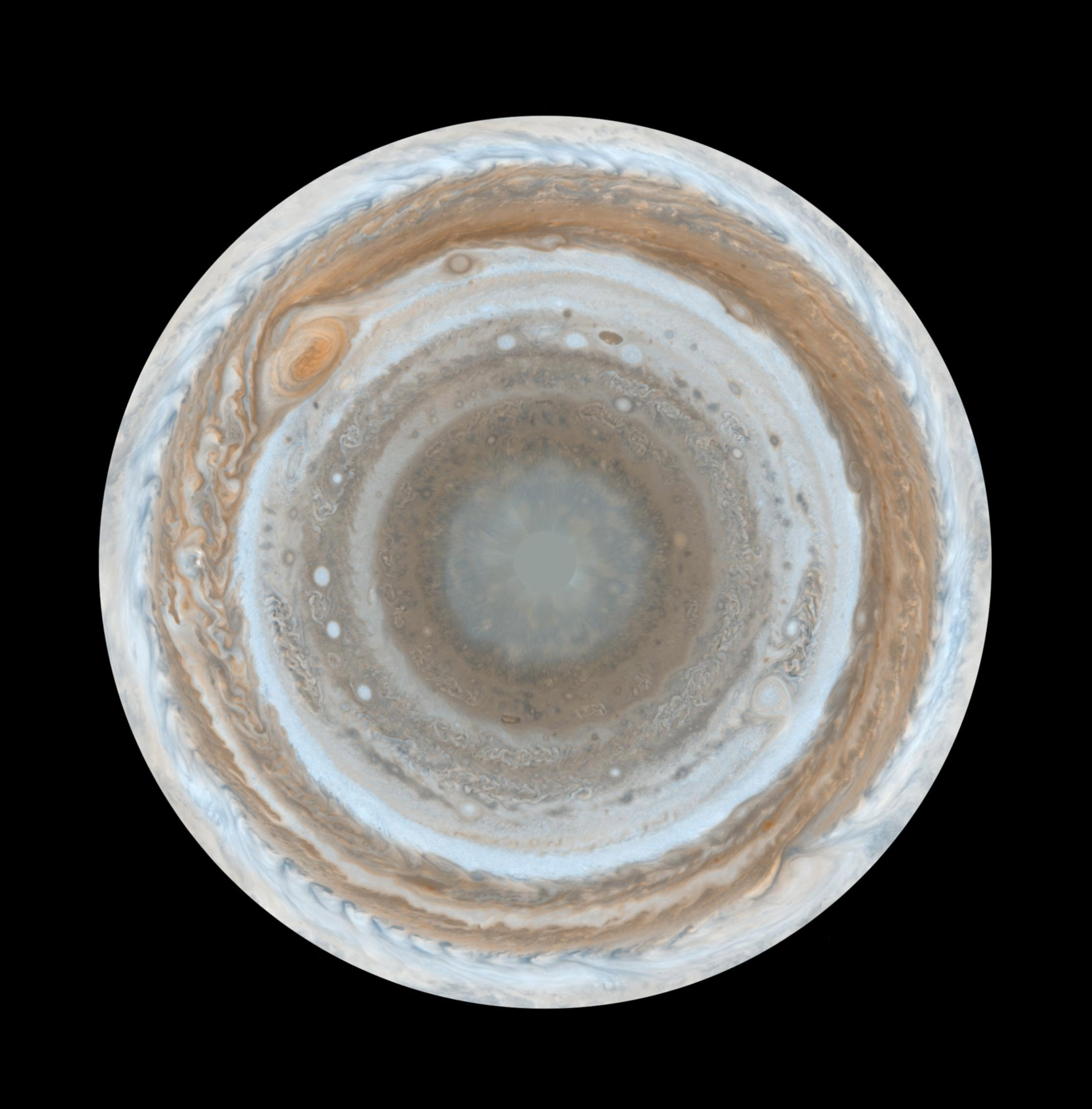
取材自卡西尼號製成的木星最詳盡地圖。

可見的木星表面被劃分成與赤道平行的一定數量帶狀區域，它們有兩種類型：色彩明亮的稱為區（zones），相較之下較暗的稱為帶（belts）。寬闊的赤道區 (EZ)大約從南緯7°S至北緯7°N，在它的南方與北方分別是相對伸展至18°S的南赤道帶（SEB）和伸展至18°N的北赤道帶（NEB），再遠一些的是南熱帶區（STrZ）和北熱帶區（NTrZ）。區和帶的模式一直交替呈現到緯度大約50度的極區，從那兒開始在外觀上變得無法區分類型，但是這種基本的區和帶的結構很可能一直延生到極點，至少也發展到南北緯80度的地區。
區和帶在外觀上的差異是由其中的雲彩對光線的透明度不同造成的。區的氨含量較高，導致冰凍的氨在雲層的高處密集的出現，使他們呈現較明亮的色彩；另一方面，帶中的雲層較稀薄，高度也較低。區的對流層上層溫度較低，而帶的較溫暖，木星雲層區和帶確實的化學組成物質還不是很清楚，但是它們應該包含有硫、磷、和碳等複雜的成分。
木星的帶狀結構由大氣層中成帶的氣流（風），稱為噴流，分隔著，向西（退行）的噴流出現在區轉換成帶的地方（離開赤道的方向），向東（順行）的噴流標示出由帶轉換成區的地區。但赤道區是例外，它有著強烈的向東氣流（順行），並且在赤道的風速是該區域中的最低值。在木星上的噴流有很高的速度，可以達到並超過100m/s，這個速度是在氨的大氣壓力為0.7–1bar的雲層中測量到的，順行的噴流通常比逆行的噴流強勁。噴流的垂質結構尚不清楚，可能在雲層上2至3標高[a]即衰減；同時在雲層之下，風輕微的增強並且至少以常數維持至22bar—伽利略探測器曾抵達的最深處。

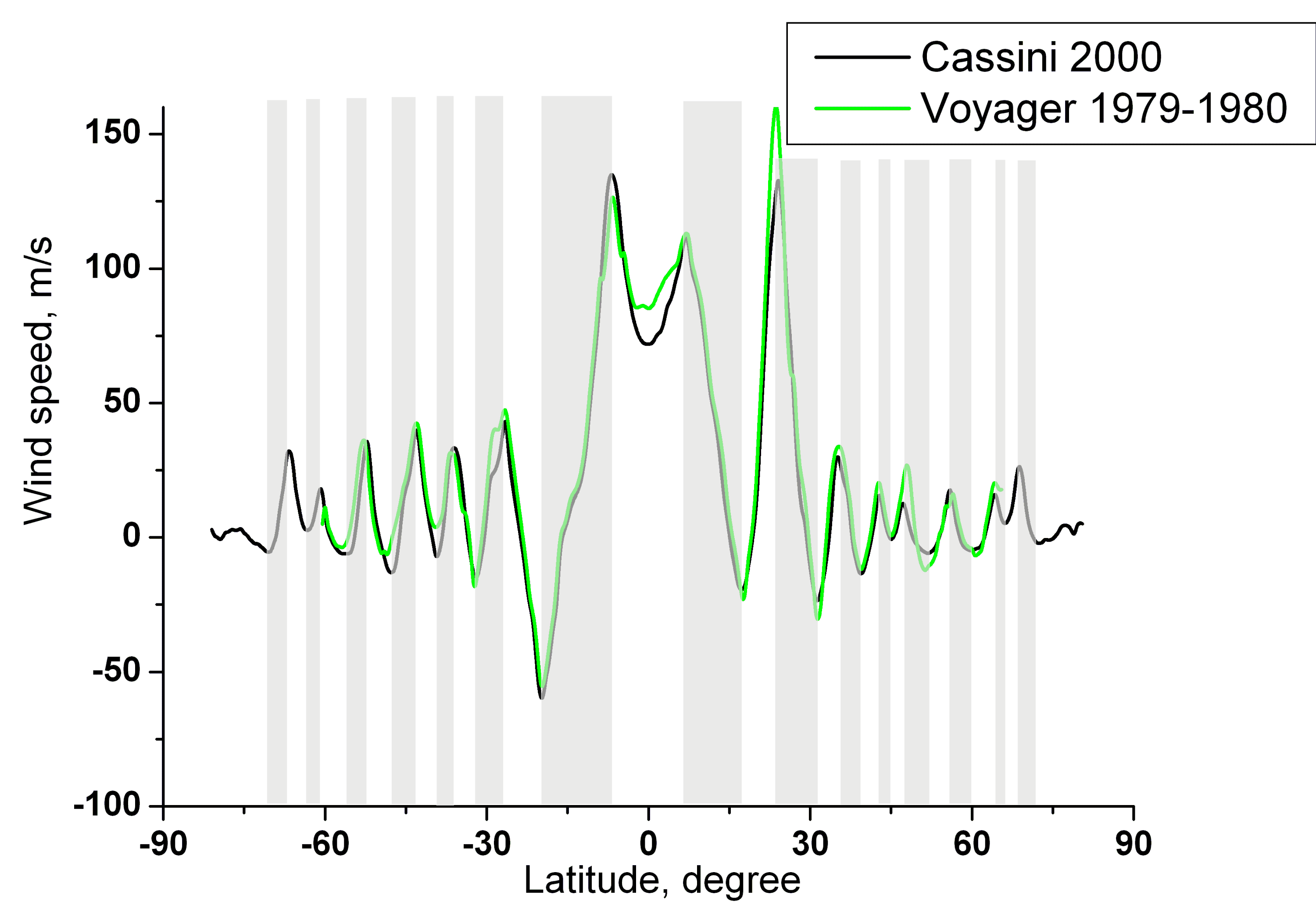
木星大氣層區的風速。

木星帶狀結構的起源仍不是完全的清楚，最簡單的解釋是區是大氣湧升流的場所，帶是沉降流的場所。當富含氨的空氣在區上升，它會膨脹並且變冷，形成高和厚實的雲。但是在帶中，空氣下降並因絕熱而變暖，使白色的氨雲蒸發，露出較低和較暗的雲。帶的位置和寬度、噴流的位置和速度，在木星上都是非常穩定的，只有在1980至2000年間有很少的改變。變動的一個例子是位在23°N的北熱帶區和北溫帶帶之間的東風噴流最強勁部分在速度有些微的減退，但是帶的顏色和強度會隨著時間不斷的改變（見下文）。

### 特別的帶

理想化的木星雲帶圖解；並且被標示上正式的縮寫，較亮的區標示在右側，較暗的帶標示在左側。大紅斑和BA長圓形分別顯示在南熱帶區和南溫帶帶。

劃分木星大氣層的每一條區和帶都有自己專屬的名稱和獨特的特徵。它們起始於南北極之下的地區，延伸至大約40–48° N/S，這些淺藍灰色的地區通常都很平淡。
由於周邊昏暗、隱沒透視和一般性的瀰漫效應，北北溫帶（NNTB）通常都比極區顯露出更多的細節，也就是說北北溫帶是能看清楚的最北邊的區帶，雖然有時它也會“消失”不見，但干擾傾向於是較小和短期的。北北溫區（NNTZ）或許更加明顯，但也是平靜的，其它較小的區和帶則經常可以看見。
北溫帶和其他低緯度的地區從地球上都很容易看見，因而有豐富的觀測紀錄。它也有與行星同方向的強烈順行噴流—在南部的邊界形成向西的氣流，並做為與北溫帶（NTB）的分界。NTB曾經退色約十年（這是在航海家邂逅期間實際的情況），使得北溫區（NTZ）看似合併至北熱區（NTropZ）。在其它的時間，NTZ被一條狹窄的帶劃分成南北兩個部分。
北熱帶區域是由北熱帶區（NTropZ）和北赤道帶（NEB）組成的，NTropZ的顏色一般是穩定的，僅在與NTB南邊串聯的活躍噴流上有少量的變化。與NTZ相似，它有時也會被狹窄的帶分成NTropB。在極少數的情況下，NTropZ的南側會出現活躍的"小紅斑"。如同名稱所建議的，這是在北半球與大紅斑對比的。但與大紅斑不同的是，它們傾向於成對發生並且生命期不長，平均僅持續約一年；當先鋒10號飛掠過時曾經出現過。
北赤道帶（NEB）是木星上最活躍的一塊區域，它的特徵是有反氣旋的白色橢圓型和氣旋的彩船（就是所知的"棕色橢圓"），而前者形成的位置通常較後者偏北；如同在NTropZ，這些特徵大多數的生命期都不長。也像南赤道帶（SEB）一樣，NEB有時會戲劇性的變淡和回復，這種變化的時間尺度大約是25年。

木星上的區、帶和旋渦。寬闊的赤道區域通常可以看見兩條暗的赤道帶（SEB和NEB）。出現在白色的赤道區北緣的巨大灰藍色不規則"熱點"，隨著時間不斷的變動，並且隨著自轉橫越行星向東而行。大紅斑位於SEB的南側邊緣，成串的小風暴沿著北半球的橢圓形邊緣打轉。小的、非常明亮的特徵在動盪的地區迅速和任意的出現，是閃電和風暴的候選者。在赤道上能看到的特徵最少也有600公里的直徑，這張由14幅圖片合成的動畫相當於24天的木星日，或是10地球日。運動的速度是實際速度的600,000倍。

赤道區（EZ）是木星在緯度上和活動上都比較穩定的區域之一。EZ的北緣有來自NEB拖曳向西南方的壯觀卷流，它們有黑暗的邊緣，溫暖的（紅外線）特點，並以色彩著稱（熱點）。雖然EZ的南部邊界是很平靜的，但是自19世紀至20世紀初的觀測顯示，相對於今天，這種型態已經被扭轉了。EZ在色彩上有了可觀的變化，從蒼白的土黃色，甚至到銅質的色調，偶爾還會被赤道帶（EB）分割開來，相對於其它的緯度，EZ的移動速度大約是390km/h。
南熱帶的區域包括南赤道帶（SEB）和南熱帶區（STZ），它顯然是木星上最活躍的區域，因為它是最強的逆行噴流的家。SEB是木星上最寬闊和最暗淡的環帶，它有時會分裂出南赤道帶區（SEBZ），並且在回復的週期中整個會變暗。SEB的另一個特徵是跟隨著大紅斑的一長串列氣旋擾動。相似於NTropZ，STropZ是木星上最突出的一個區域，不僅是因為它包含了大紅斑，偶爾還被南熱帶干擾撕裂，這個分裂的區域可以有很長的生命期，最著名的一次是從1901年至1939年。
南溫帶的區域，或是南溫帶（STB），也是一個黑暗和明顯的帶，更甚於NTB；直到2000年3月，此處最著名的特徵是長期存在的白色長圓形BC、DE、和FA，之後它們合併成長圓形BA（小紅斑）。這個長圓形實際上是南溫帶區（STZ）的一部分，但它延伸並且有部分侵入至南溫帶帶（STB）。STB有時會變得暗淡，明顯的與大紅斑和白色長圓形之間複雜的交互作用有所關聯。南溫帶區（STZ）—白色長圓形的起源地—的外觀會有極大的改變。
在木星上還有一些特徵是暫時的，或是從地球上難以觀測到的。南南溫帶地區比NNTR更難以分辨；它的細節是微弱的，只能透過大望遠鏡或太空船去研究。許多的區和帶在短時間的變化，在本質上並不是都能被觀測到。這包括赤道帶（EB）、北赤道帶區（NEBZ，在帶中的白色區）、南赤道帶區（SEBZ）。帶也可能突然的受到干擾而分裂，當干擾造成一個帶或區分裂時，會加上N或S來區分是發生在該區的南方或北方，例如NEB(N)和NEB(S) 。

## 動力學
木星的大氣環流很明顯的與地球大氣層不同。木星內部是流體並且缺乏固體的表面，因此，對流可以發生在木星外面的分子殼層中。迄2008年，有關木星大氣層的完整理論尚未發展出來，而無論那一種理論都必須解釋下列的事實：存在的狹窄穩定帶和噴射氣流對稱於木星的赤道、在赤道觀察到強烈的順行噴射氣流、區和帶的不同、還有像大紅斑這種巨大旋渦的起源。因為這兩種理論都有它們自己成功和失敗的地方，許多的行星科學家認真的認為實際的理論應該包含這兩種理論的元素。

### 淺灘模型
建立木星大氣動力學的嘗試最早可以追溯至1960年代，它們部分是依據在當時已經高度發達的地球氣象學。此種淺灘模型假設木星的噴射氣流從小尺度的亂流開始發展，是由大氣外層潮濕的對流維護著（在含水的雲層之上）。潮濕的對流和水的結露與蒸發現象有關，並且是地球天氣的主要驅動者。噴射氣流的產生在這個模型與二維的動盪有關，並且是知名的產物—即所謂的逆向小瀑布，使得小的亂流結構（漩渦）合併成為更巨大的。行星有限的大小意味著這些小瀑布不能造成大於某一個典型尺度的結構，在木星上的稱為萊茵斯尺度。他的存在可以連結到洛士貝波。這種程序工作如下：當最大的亂流結構達到某一大小時，能量開始流入洛士貝波而不是更大的結構，並使逆向小瀑布停止。因為在球狀迅速旋轉行星上的色散關係，洛士貝波是反氣旋，萊茵斯尺度在平行於赤道的方向上大於垂直赤道的方向，此種過程最終的結果是產生大規模平行於赤道的細長結構，它們最盛的程度看上去與噴射氣流的實際寬度是吻合的。因此，在淺灘模型，漩渦實際上餵養了噴射氣流，並且因併入其中而消失不見。
另一方面此種氣候–分層模型可以成功地解釋12道狹窄噴射氣流的存在，但它們有嚴重的問題。對赤道的順行（超自轉）噴射氣流，這種模型則是大錯特錯：淺灘模型罕見的產生一些例外的強勁逆行（次自轉）噴射氣流，與觀測的矛盾。另一方面，噴射氣流傾向於不穩定，並且可能經過一段時間就消失不見。淺灘模型不可能解釋為何觀測到的木星大氣流程，違反了穩定性的準則，多層版本能更為詳盡的闡述天氣–多層模型導致更加穩定的環流，但許多問題依然存在。在這期間，伽利略探測器發現木星的風確實能深入水蒸氣的雲層之下，延伸至5–7巴，並且未顯示任何衰減的抵達22巴氣壓的層面，這些暗示了木星的大氣環流也許實際上是深層的。

### 深層模型
深層模型最早是在1976年由貝斯提出的，他的模型根據流體力學中另一個知名的特點，泰勒-卜羅曼定理（泰卜定理）。他依據任何快速自轉的正壓理想流體，流程被組織與加入參與一系列與旋轉軸平行的圓柱，理論的條件大概和木星內部契合。所以木星的分子氫地函也許被劃分成一定數量的圓柱筒，每個圓柱的環流都獨立於其他的圓柱，那些高度，圓柱的外面和內部的邊界相交於行星可見表面對應於噴射氣流，而圓柱本身就是觀測所見的區或帶。
深層模型很容易解釋在木星赤道觀察到的強大且與天體做同方向運行的噴射氣流；它產生的噴射氣流是穩定的，並且不違背二維穩定的準則。但是他有主要的困難，它會廣泛的產生許多小的噴射氣流，並且迄2008年尚無法做三維流程的摹擬，意味著用簡化的模型辯解深層的環流也許無法掌握住木星內部的流體力學重要部分。在2004年發表的一個模型成功的再生了木星帶的噴射氣流結構，它假設分子氫的地函比其他的模型稀薄，在木星的外面只佔了半徑的10%，其他標準模型的氫地函都在外層佔有半徑的20%至30%。對深層環流的驅動是另一個問題，事實上，深層的流動可以來自淺層的力（例如潮濕的對流）和深入行星（木星）內部的熱傳送廣泛對流這兩者，但還不清楚何者的機制是比較重要的。

### 內熱
從1966年就已經知道，木星輻射出來的能量比接收自太陽的更多，估計從這顆行星輻射出來的能量與從太陽吸收的能量比率是1.67 ± 0.09。來自木星內部的熱通量是5.44 ± 0.43 W/m2，輻射的總能量是335 ± 26 petawatts，後者的數值相當於太陽輻射總能量的十億分之一。這多餘的熱量主要來自於木星形成初期殘餘的原始熱量，但可能有部分來自於猛然落入核心的氦雨。
內熱對木星大氣層的大氣動力學可能是很重要的。木星的自轉軸有大約3°的小傾斜，並且極區接受到的太陽輻射遠低於赤道地區，而對流層在赤道和極區的溫度沒有可察覺的改變。一種解釋是，木星的對流使內部像一個恆溫器，在極區釋放出的熱量比赤道多，導致對流層中的溫度是均勻的，而熱從赤道輸送到極區，在地球主要是經過大氣層，但在木星是深層的對流平衡熱。在木星內部的對流被認為主要是由內熱驅動的。

## 個別的特徵

### 旋渦

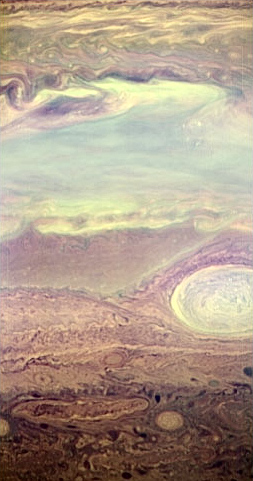
新視野號以紅外線看見的木星大氣層。

木星大氣層是數百個旋渦的家—轉動的圓結構，如同在地球的大氣層，可以分成兩類：氣旋和反氣旋，前者的轉動方向與行星轉動的方向一致（在北半球是逆時針方向，在南半球是順時針方向），而後者—在相反的方向。而與地球大氣層主要的不同是，在木星的大氣層，反氣旋主控並超越氣旋，直徑超過2000公里的旋渦90%以上都是反氣旋。旋渦的生命期從幾天到上百年，與它們的大小有關，例如，直徑從1000至6000公里的旋渦，生命期在1–3年。在木星的赤道區域（緯度10°以內）未曾觀測到旋渦，因為在那兒的氣旋是不穩定的，在任何快速自轉的行星上，木星上的反氣旋是高壓中心，而氣旋是低氣壓。
在木星大氣層的反氣旋永遠都被限制在區內，而風的速度從赤道向極區逐漸增加，它們通常都是明亮和外觀是白色的長圓形。它們會在經度上移動，但是緯度幾乎保持穩定不變，因此它們無法從被限制的區中逃脫。在它們周圍的風速大約在100m/s，在同一區內不同的反氣旋當相互接近時有合併的傾向。然而，木星有兩個與眾不同的反氣旋，它們是大紅斑（GRS）和長圓形BA；後者是在2000年才形成的。與白色長圓形對比，這個構造的顏色是紅色的，引起爭議的是紅色的物質是否來自木星的深處。在木星上的反氣旋通常是由更小的結構，包括對流風暴，合併而成（參見下文）。然而大的長圓形可能肇因於噴射氣流的不穩定，後者在1938–1940年曾經被觀測到，當時由於南溫帶區的不穩定，結果有幾個白長圓形產生，它們最後合併形成長圓形BA。
與反氣旋對比，木星的氣旋傾向於小、暗和不規則的結構，有些已知的比較黑暗和比較規則的特徵都是棕色的長圓形（或像徽章），但是也曾經建議有幾個長壽命的大氣旋。除結實的氣旋之外，木星也有幾個大的絲狀不規則斑紋，伴隨著旋風自轉，它們中有一個就位在南赤道帶的大紅斑的西邊（位於尾跡之內）。這些斑紋稱為氣旋區（CR）。這些氣旋都位在帶內，當它們相互接近時也有合併的傾向，這與反氣旋非常相似。
旋渦深處的結構還未完全了解，它們被認為是相對的稀薄的，當厚度超過500公里就會導致不穩定。大的反氣旋被確認只在可見的雲層上方數十公里高度上擴展，而早期的假說認為旋渦會深入對流束（或對流柱），自2008年以來，主流的行星科學家不再認同此一假說。

#### 大紅斑
大紅斑（GRS）是一個在南赤道帶邊緣存在了很久的反氣旋旋渦，它看起來是一個非常穩定的特徵，並且幾乎所有的來源都同意他已經被持續觀測了350年。
大紅斑是逆時針旋轉的，週期大約是6地球日，或14個木星日。它的直徑是東西長24–40,000公里，和南北寬12–14,000公里，大到足以放進2-3個地球。在2004年初，大紅斑在經度的方向上只有一個世紀前的一半大小，而之前它的直徑是40,000公里，若以目前的速率繼續縮減，它在2040年將變成圓形，但是由於鄰近噴射氣流的畸變作用，這是不太可能發生的事。我們不知道大紅斑會持續存在多久，或者是否是波動變化的正常結果。

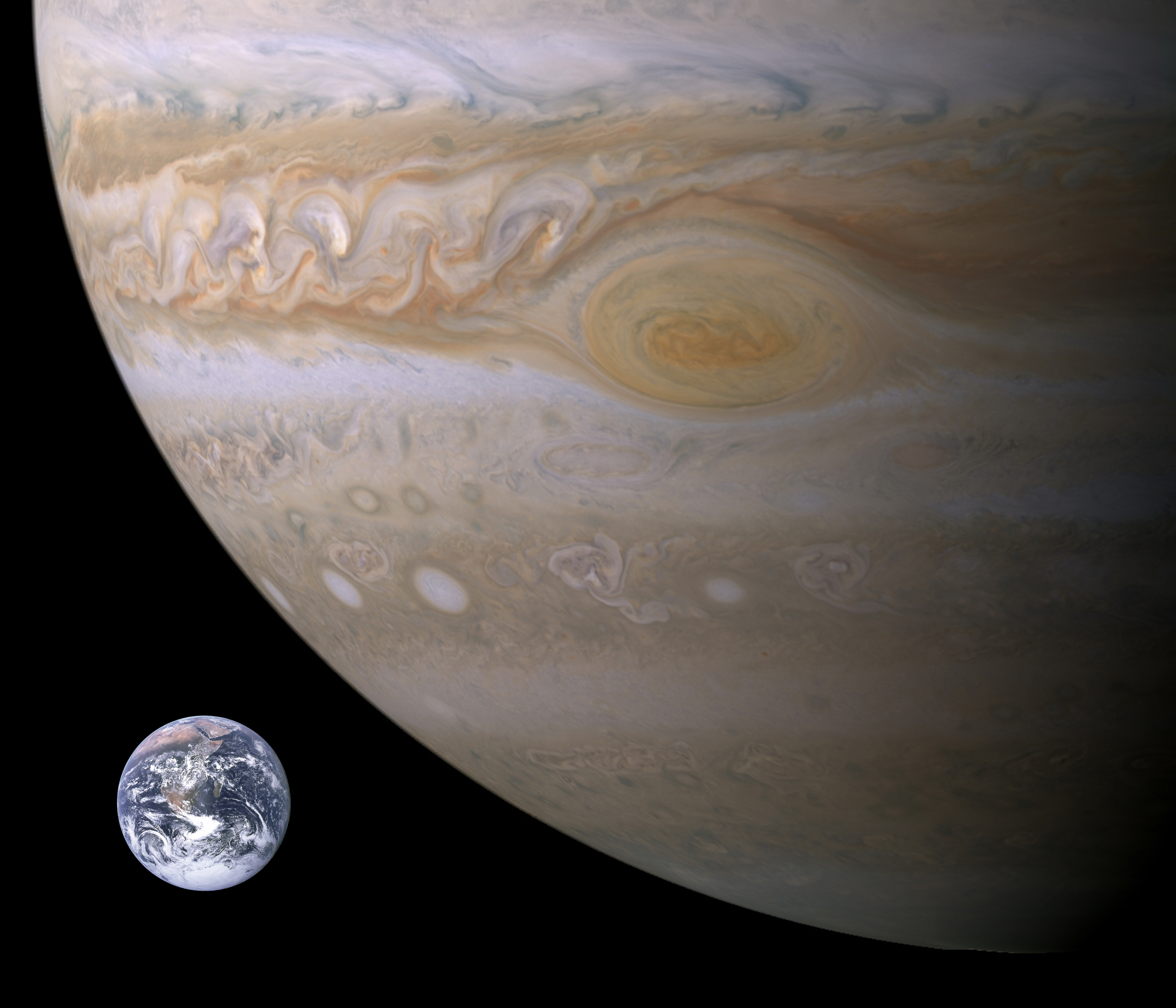
地球和大紅斑的近似比較

紅外線的長期資料顯示大紅斑在這顆行星上比其它雲彩更大且更冷（也意味著，高度較高），大紅斑的雲頂大約在周圍的雲層之上8km，而且，仔細的追蹤大氣中的特徵，回溯至1966年—，顯露了大紅斑是逆時鐘旋轉的，並且從航海家飛掠時拍攝的第一部微速攝影的影片獲得證實。這個斑點在空間中的位置由一個在它南方溫和的東向噴射氣流（順行）和在它北方的一個非常強的西向氣流（逆行）限制著，可是環繞大紅斑邊緣的風的尖峰速度大約是120米/秒（430公里/小时），內部的流動似乎是停滯的，只有少許的流入或流出。斑點的自轉速度隨著時間在減緩，或許是他的大小穩定減少的直接結果。
在觀測上，大紅斑的緯度是非常穩定的，典型的變化只在1度的範圍內變動。但是，它的經度卻是恆定的在變化著，因為木星在不同緯度上的轉速是不同的，天文學家為不同的緯度定義了三個系統。系統II用在緯度超過10°之處，是依據大紅斑的平均轉速9小时55分42秒為基準定義的。儘管如此，在19世紀初期，大紅斑至少有10次"領先"系統II，它的飄移速率多年來有著顯著的變化，並且曾與明亮的南赤道帶連結在一起，在南熱帶的干擾下出現或消失。

大紅斑的動畫。

還不是很確實的知道大紅斑呈現紅色的原因，實驗室的實驗支持的理論假設顏色是由複雜的有機分子，像是紅磷或其它的硫化物造成的。大紅斑的顏色也有巨大的變化，從紅磚的紅色到蒼白鮭魚紅，甚至是白色。斑點偶爾會"消失"，但都出現在陷入南赤道帶時，顯然是因為紅斑的凹陷造成。紅斑與南赤道帶結合時會明顯可見，當赤道帶是明亮的白色時，斑點氫向於暗色；而黑暗時，斑點通常是明亮的。斑點黑暗或明亮的變化並沒有規則的周期性，例如在1997年之前的50年當中，在1961–66, 1968–75, 1989–90, and 1992–93，大紅斑都是黑暗的。
大紅斑不可以和卡西尼-惠更斯號太空船在2000年經過時在木星的北極觀察到的大黑斑混淆。並且要注意在海王星也有一個稱為大黑斑的特徵，後者是航海家2號在1989年發現的影像，並且比較像是大氣層的一個大氣孔而不是風暴，而且在1994年以後就不存在了（雖然在北半球又曾經出現一個相似的斑點）。

#### 椭圆形BA

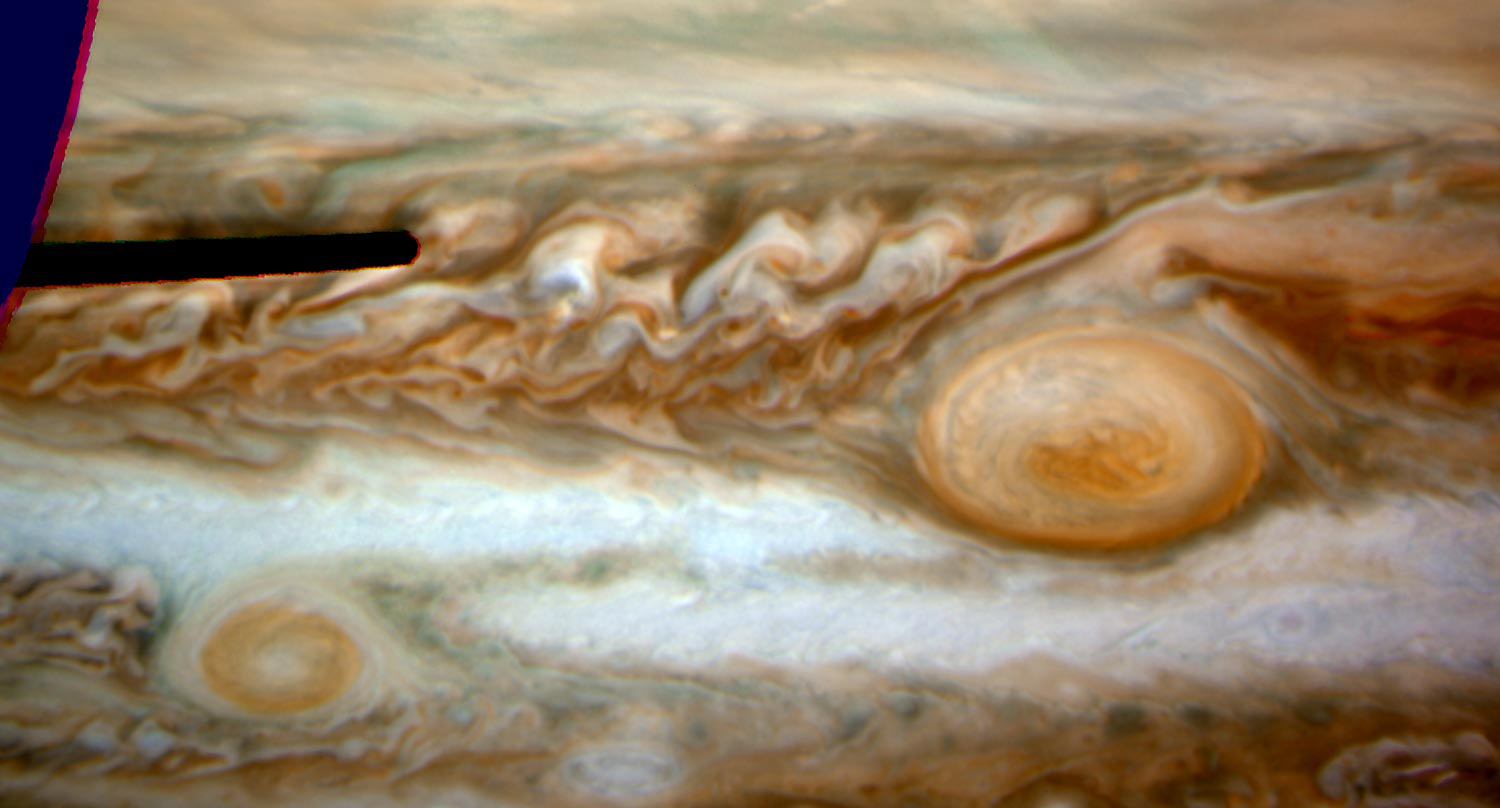
長圓形BA (左側)

長圓形BA是對木星南半球與大紅斑相似，但小於大紅斑的一個紅色風暴的官方正式名稱，相對的，它常被稱為"紅斑Jr,"、"紅Jr."或"小紅斑"。這個特徵存在於南溫帶，長圓形BA在2000年的3個白色小風暴碰撞之後，首度被看見，並且從那時起開始增強.。
經過合併而形成長圓形BA的3個小風暴可以追溯至1939年，當時南溫帶黑暗的特徵有效的分裂成三個狹長部分，木星觀測者Elmer J. Reese將它們標誌為AB、CD和EF三個黑暗區域。裂口擴張、收縮，將STZ的剩餘部份形成白色長圓形FA、BC和DE。長圓形BC和DE在1998年合併形成長圓形BE，然後在2000年3月，BE和FA合併在一起，成為長圓形BA（參見白長圓形，下文）。

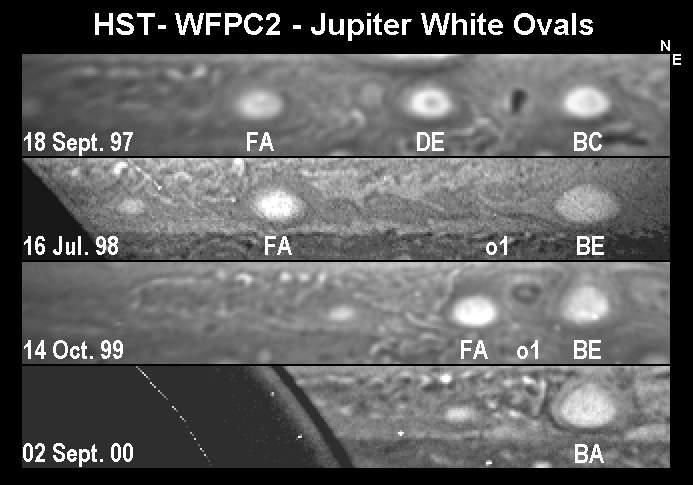
由三個白長圓形形成的長圓形BA

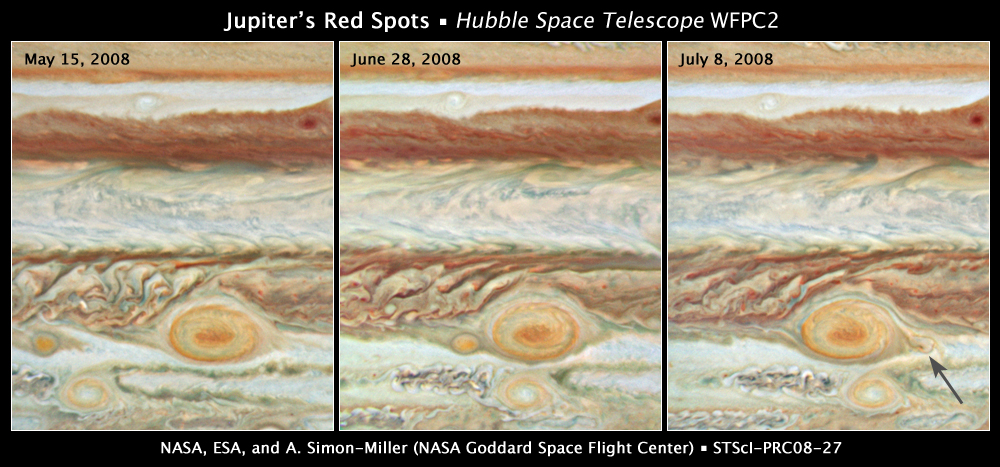
在2008年6月，短暫遭遇的長圓形BA（底部）、大紅斑（頂端）和"紅斑寶寶"（中間）。

從2005年8月，長圓形BA緩慢的開始轉變成紅色，在2006年2月24日，菲律賓的業餘天文學家克里斯托弗發現了顏色的變化，注意到它有如大紅斑一樣的陰暗。結果，NASA的作家，托尼菲利浦建議稱它為"紅斑Jr."或"紅Jr."。
在2006年4月，有一組天文學家經由哈伯太空望遠鏡的觀測，相信長圓形AB會在當年內與大紅斑合併。這兩個風暴大約每二年會相互通過一次，但是在2002年和2004年都沒有導致任何的激發。戈達德太空飛行中心的艾咪西蒙-米勒博士預測在2006年7月4日是兩者最接近的時刻。在7月20日，雙子星天文台拍攝到這兩個風暴已經交互而過，沒有發生合併。
長圓形BA轉變成紅色的原因仍未被了解。依據巴斯克地區大學的聖地牙哥Pérez-Hoyos在2008年的研究，最可能的機制也許是"高能的太陽光子與長圓形BA上層的的一種有色化合物或塗層的作用，向上和向內擴散的結果"。
根據哈伯太空望遠鏡在2007年的觀測，顯示長圓形BA比過去更為強大，風速達到618公里/小时;，與大紅斑內部的相同，並且比它起源的任何一個風暴強勁。
在2008年7月，它的大小與地球相似—大約是大紅斑的一半大。長圓形BA不可以和木星上另一個在2008年5月變紅的主要風暴，小紅斑（或是紅斑寶寶），混淆。它在2008年的6月底至7月初與大紅斑遭遇，先被切割成碎片，然後成為大紅斑的一份子。在這遭遇的時刻，長圓形BA也在附近，但在小紅斑被破壞時，他並未扮演任何明顯的角色。

### 風暴和閃電

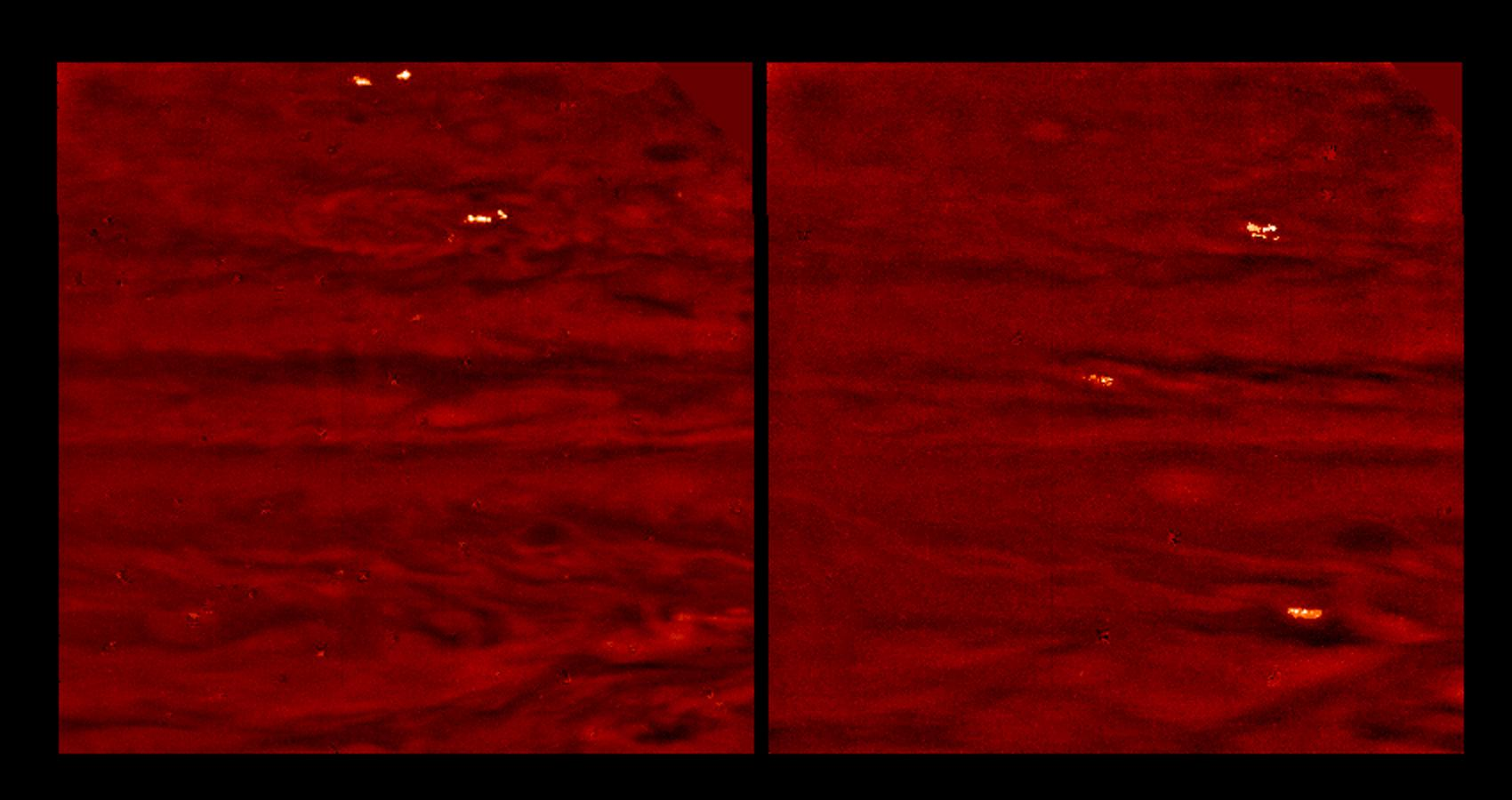
伽利略號在1997年拍攝到在木星夜晚一側的閃電。

在木星上的風暴與地球的雷暴相似，它們經常是出現在區與帶之間的風暴，特別是在強大的退行（西向）噴射氣流之內，透過明亮的雲塊，組成大小約為1000公里的雲層來顯示。與旋渦對比，風暴是短時間的現象，最強的也只能存在幾個月，而平均的生命期只有3–4天。相信它們主要是對流層內潮濕的對流交換，風暴實際上是高聳的對流雲柱（羽狀體），將潮濕的空氣從深層的內部帶到對流層的上層，並在那兒凝聚成雲。木星上典型的風暴垂直深度約為100公里，它們從大氣壓力約為5–7帕處延伸而來，那兒被假設是水氣形成雲彩的基地，升高至0.2–0.5帕。
木星上的風暴經常與閃電結合在一起，伽利略和卡西尼-惠更斯號太空船在木星夜晚的一側觀測到規則出現的閃電，特別是在緯度51°N、56°S和23°N，更高緯度的閃電集中在西向的噴射氣流附近。木星上雷擊的威力平均上比地球強大，但是它們的頻率不如地球，閃電釋放的能量也如同地球上集中在一些特定的區域。少數的閃電被偵測出現在極區，使木星成為除地球之外，第二顆在極區展現出閃電的行星。
每15–17年，木星會發生令人興奮、特別強而有力的風暴。它們出現在23°N的緯度上，該處有最強的東向噴射氣流。最近一次發生此種風暴的時間是2007年的3–6月。兩個風暴出現在緯度55°的北溫帶，它們對北溫帶造成了重大的干擾。黑暗的物質被風暴帶入並且和雲層混合，使帶的顏色都被改變了。風暴移動的速度高達170米/秒，比噴射氣流的速度略微快了一些，暗示存在的強風是深入大氣層內的。

### 擾動
帶和區的正常模式經常會在一段時期受到擾動，一個特殊的狀況是南熱帶長期的變暗，通常指的是"南熱帶擾動"（STD）。長期的南熱帶擾動歷史紀錄始於1901年，持續到1939年，第一次的紀錄是Percy B. Molesworth在1901年2月28日完成的，它通常使明亮的南熱帶變暗做為結束。之後，在南熱帶幾個相似類型的擾動也被記錄了下來。

## 觀測的歷史

來自航海家1號的木星微速攝影序列。

早期的天文學家，使用小望遠鏡並以自己的眼睛當成偵測器，記錄所見到的木星大氣層變化。他們描述的名詞－ 區（belts）和帶（zones）、棕斑（brown spots）和紅斑（red spots）、羽狀物（plumes）、闖入者（barges）、垂飾（festoons）、和飄帶（streamers）等－ 仍然被使用著。其他的名詞，像是渦度、垂直運動、雲高等，也在20世紀被後繼的使用者加入。
第一個提供比地基望遠鏡更高解析度觀測木星大氣層的是先鋒計劃的先鋒10號和先鋒11號太空船；第一個提供木星大氣層詳細圖像的是航海家。這兩艘太空船的影像在不同的光譜上可以看清楚解析度低達5公里的大小，也能創造大氣層運動的"approach movies"；伽利略號太空船的探測器更深入木星大氣層，但還需要更好的平均解析度和更寬廣的光譜帶寬。
今天，天文學家藉助像哈伯太空望遠鏡這樣的儀器，得以連續觀察和記錄木星大氣層的活動。這不僅顯示出大氣層偶爾會被巨大的擾動破壞，而且，整體而言它是非常穩定的。木星大氣層的垂直運動主要由地基望遠鏡觀測到的示蹤氣體來證明，在舒梅克－李維九號彗星碰撞之後使用分光鏡的研究，讓天文學家得以一窺木星雲層頂層底下的成分，出現了雙原子的硫（S2）和二硫化碳（CS2）－這是首度在木星上發現的紀錄，也是S2第二次在其他天體上被觀測到－ 同時被記錄到的還有氨（NH3）和硫化氫（H2S），但是與氧關聯的分子，像是二氧化硫則未被檢測出來，令天文學家頗為驚訝。
伽利略的大氣探測器，在被扔入木星之後，測量了深入至22帕的風、溫度、組成、雲和輻射，但是望遠鏡和太空船不能偵測到在1帕之下的大氣。

### 對大紅斑的研究

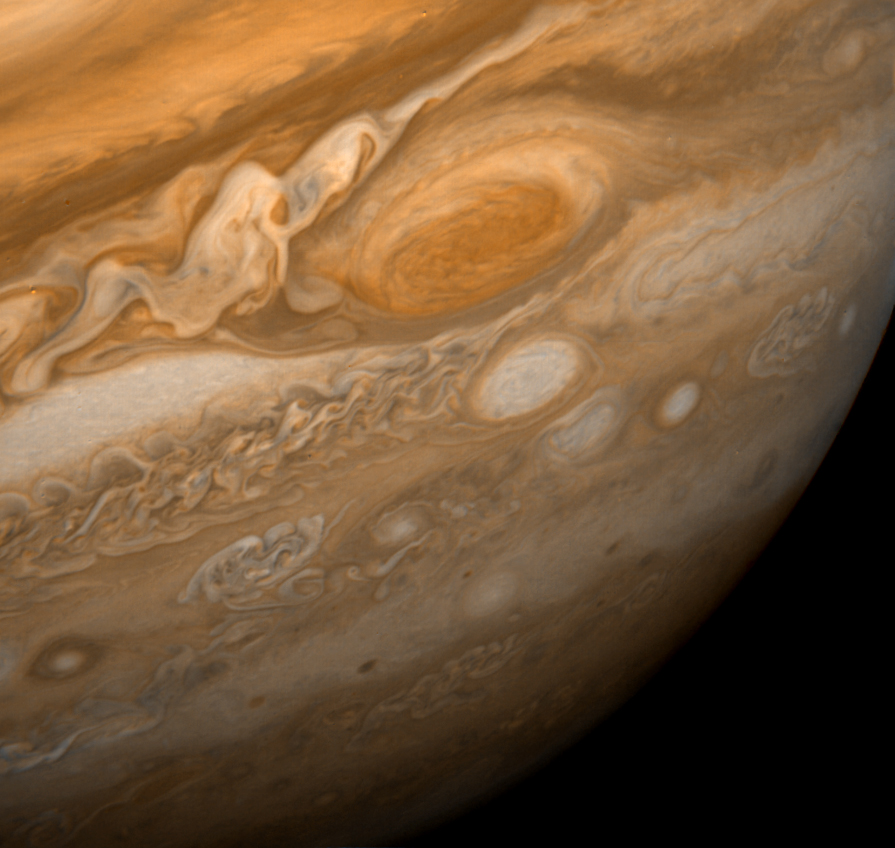
1979年航海家1號所見到的廣域木星和大紅斑。

第一位看見大紅斑的人一般相信是羅伯特·虎克，他在1664年描述木星上的這個斑點；然而，虎克所描述的斑點是在不同的區帶上（北赤道區，但目前的位置在南赤道帶）。較令人信服的是乔瓦尼·卡西尼在次年描述的一個永久的斑點，卡西尼的斑點從1665年至1713年，在可見光的波段下斷斷續續的被觀測著。
現在展示在梵蒂岡的一片大約是1700年的Donato Creti帆布上，有著涉及木星上班點的小奧秘。它是一系列描繪不同被放大的星空部份版畫的一部份，是義大利人在各種各樣場合作為背景的場景；所有的這些都是在天文學家Eustachio Manfredi監督下創造的，具有一定的正確性。Creti的繪畫是最早知道對大紅斑是紅色的描述。在1800年後期之前，不再有對木星大紅斑的正式描述。
當前對大紅斑的第一筆記錄始自1830年代之後，並且在1879年之後才有較顯著的影像，從17世紀被發現之後，到1830年有長達118年的空白沒有被觀測的紀錄。原來的斑點是否消散並改變重組了，是否退了色，或者只是簡單的觀測上的貧乏，都無從得知。古老的斑點只有短暫的觀測史，只是現在斑點的慢動作，要確認它們的身分是不太可能的。
在1979年2月25日，當航海家1號太空船以920萬公里的距離掠過木星時，首度將大紅斑清晰的影像傳送回地球，可以看清楚160公里大小的橫斷面。西邊（左邊）有著五顏六色、波浪般的雲彩模式，是大紅斑活躍的區域，那裡被觀察到非常複雜和多變的雲彩運動。

### 白長圓形（White ovals）

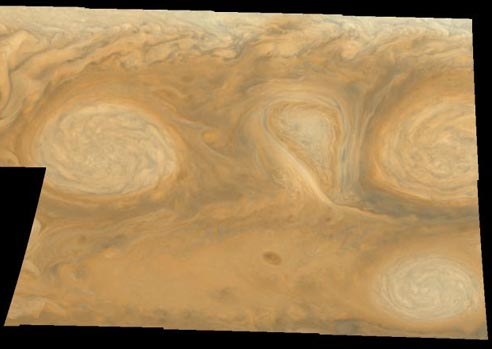
形成長圓形BA的白長圓形。影像是伽利略號的軌道部在1997年拍攝的。

演變成長圓形BA的白長圓形是在1939年形成的，在它們形成之後的短時間內，在經度上幾乎涵蓋了90度的範圍，但是在第一個十年內就迅速的縮減；在1965年之後穩定在10度或更小的範圍。雖然它們起源於STZ的一個段落，但發展到最後卻完全埋置於南溫帶（STB）內，顯示它們向北移動並且在適當的位置"挖掘"進入南溫帶。實際上，非常像大紅斑，它們的循環由兩股相對的噴射氣流限制住了它們的南邊和北邊的界限，一個東向的氣流在它們的北邊，和一個逆向的西向氣流在它們的南邊。
長圓形的縱向運動似乎受到兩個因素影響：木星在軌道上的位置—在近日點的速度變快；當接近大紅斑至50度以內時，會加速的接近大紅斑。白長圓形整體的漂移速度趨向是減速的，在1940年至1990年之間，速度已經減退了一半。
當航海家飛越時，這個長圓形由東向西延伸的長度大約是9000公里，從南至北大約5000公里，每5天自轉一圈（當時大紅斑每6天自轉一圈）。

## 註解
1. ^ 尺度高sh的定義是sh = RT/(Mgj),此處R = 8.31 J/mol/K是氣體常數，M ≈ 0.0023 kg/mol，是木星大氣的平均摩爾質量[4]；T是溫度，和gj ≈ 25 m/s2，是在木星表面的重力加速度。當溫度從對流層頂的110 K上升至熱成層的[4]，高度尺度可以假設為從15至150 km。
2. ^ 有各種各樣的解釋被提議來說明碳、氧氣、氮氣和其他元素的過剩，主流的說法認為是木星在吸積期間的後期，累積了大量冰冷的星子（微行星）獲得的。揮發性和惰性氣體被認為是陷在水冰的含水籠形物之內[29]。